# Naina Devi
Naina Devi là một thành phố và là nơi đặt hội đồng đô thị (municipal council) của quận Bilaspur thuộc bang Himachal Pradesh, Ấn Độ.

## Nhân khẩu
Theo điều tra dân số năm 2001 của Ấn Độ, Naina Devi có dân số 1161 người. Phái nam chiếm 63% tổng số dân và phái nữ chiếm 37%. Naina Devi có tỷ lệ 81% biết đọc biết viết, cao hơn tỷ lệ trung bình toàn quốc là 59,5%: tỷ lệ cho phái nam là 84%, và tỷ lệ cho phái nữ là 75%. Tại Naina Devi, 11% dân số nhỏ hơn 6 tuổi.